# Musée historique et Erckmann-Chatrian de Phalsbourg
Le musée historique et Erckmann-Chatrian est un musée situé dans les locaux de l’hôtel de Ville, place d’Armes à Phalsbourg, une ville au passé militaire, mais aussi littéraire.
Le musée présente des armes de la période de Louis XIV à la 2e D.B. ; uniformes des XIXe et XXe siècles  jusqu’en 1945 ; ainsi que des objets présentant les arts et traditions populaires.
Le musée expose également des éditions des œuvres d’Émile Erckmann et d’Alexandre Chatrian, deux écrivains locaux très populaires du XIXe siècle.
Depuis 2007, le musée accueille dans ses collections le banc de circoncision de la Synagogue de Phalsbourg. Intégralement restauré, cette pièce témoigne de l'importante communauté juive présente à Phalsbourg au XVIIIe et XIXe siècles.
Le musée est équipé d'un kit de découverte pour les aveugles et les mal-voyants. Matériel audio, lecture et imageries adaptées permettent de découvrir le musée autrement qu'avec les yeux avec autant d'informations.
Le "Musée historique, militaire et Erckmann-Chatrian de Phalsbourg" est un des 10 musées en réseau au sein du Parc naturel régional des Vosges du Nord.